# María del Tránsito Cabanillas
María del Tránsito Eugenia de los Dolores Cabanillas (Villa Carlos Paz, Córdoba; 15 de agosto de 1821- Córdoba, barrio San Vicente, Provincia de Córdoba; 25 de agosto de 1885) fue una religiosa argentina, profesa católica, de la Tercera Orden de San Francisco y fundadora de las Hermanas Misioneras Terciarias Franciscanas. En su profesión solemne, asumió el nombre religioso de "María del Tránsito de Jesús Sacramentado". 
Es la primera beata argentina, beatificada el 14 de abril de 2002.

## Biografía
Nació en la estancia familiar de Santa Leocadia (tierras que luego conformaron Villa Carlos Paz), provincia de Córdoba, Argentina, durante la Fiesta de la Asunción en 1821 como la tercera de diez hijos de Felipe Cabanillas Toranzo y Francisca Antonia Luján Sánchez. Tres niños murieron en la infancia, mientras que uno de sus hermanos se convirtió en sacerdote y tres hermanas se convirtieron en monjas. El resto se casó en la edad adulta. Su padre descendía de los procedentes de Valencia, España y emigró a la Argentina en la segunda mitad del siglo XVIII. Sus padres se casaron en 1816. Recibió su bautismo en la capilla de San Roque, del dean Mariano Aguilar, en el inundado Valle de Quisquisacate, el 10 de enero de 1822. Se confirmó el 4 de abril de 1836. Sus hermanos fueron: Modesto, Maria Eufemia, Pedro Lucas, Nicasia, Francisca, Trinidad, Agustina Teresa del Corazon de Jesus, Josefa, Feliciana, Francisco Caraciolo del Corazon de Jesus, Facundo, Eloisa Ramona del Pilar e Isabel del Carmen. 
Recibió su educación inicial en el hogar y procedió a completar sus estudios en Córdoba. Fue allí donde se preocupó por su hermano seminarista hasta su ordenación en 1853. La muerte de su padre en 1850 hizo que su madre, sus hermanos y unas primas huérfanas se mudaran a la ciudad de Córdoba, cerca de la iglesia de San Roque. Ayudó a su madre en tareas domésticas y cuidó a sus hermanos. También trabajó como catequista, ayudó a niños y visitó a los pobres y enfermos.
La muerte de su madre el 13 de abril de 1858 la llevó a considerar su vocación religiosa. Se apresuró a su decisión de unirse a la Tercera Orden de San Francisco a la edad de 37 años. Ingresó en esa orden en 1859.
En 1871 conoció a Isidora Ponce de León, que estaba en el medio de establecer un convento carmelita en la capital de Buenos Aires. En 1872 se mudó a Buenos Aires y entró en el convento el 19 de marzo de 1873, pero la obligaron a irse, en el abril de 1874, debido a la mala salud. En septiembre entró en el convento de las Hermanas de la Visitación en Montevideo, Uruguay, pero se fue unos meses más tarde debido a un resurgimiento de los problemas de salud.
Decidió establecer un instituto que se enfocara en la educación y la asistencia pastoral, dirigido a los pobres y huérfanos. Los compañeros franciscanos la alentaron en esto mientras el filántropo Agustín Garzón le ofrecía una casa para establecerse y también le prometió su ayuda y algunos contactos que podrían ser útiles para agilizar los asuntos y demostrar experiencia adicional. Obtuvo la aprobación para su proyecto el 8 de diciembre de 1878. Fundó su orden con las compañeras Teresa Fronteras y Brigida Moyano, mientras que el franciscano Quirico Porecca fue su director. Los tres hicieron la profesión de sus votos el 2 de febrero de 1879, mientras que la orden fue agregada a los franciscanos el 28 de enero de 1880.
Entre 1880 y 1883 asumió como obispo de Córdoba un fraile franciscano, el beato Mamerto Esquiú, con quien mantuvo correspondencia epistolar y quien solía visitarla junto a las religiosas para estar al tanto de sus necesidades, dada la prohibición de mendicación impuesta por la policía de la ciudad.
Cabanillas murió el 25 de agosto de 1885 debido a su mala salud.
Fue tía abuela segunda de Rafael Núñez, quien gobernaría la provincia de Córdoba entre 1919 y 1921.

## Beatificación
El proceso de beatificación comenzó en 1969 - bajo el Papa Pablo VI, en un proceso informativo que concluyó sus actividades en 1974. El comienzo del proceso informativo otorgó a la difunta religiosa, el título de Sierva de Dios, como la primera etapa oficial en el proceso. El segundo proceso se inició en Santiago de Chile en 1970 y cerró no mucho después. Ambos procesos fueron validados en Roma el 13 de noviembre de 1987, lo que permitiría a la Congregación para las Causas de los Santos comenzar su propia investigación de la causa.
La postulación presentó la Positio a C.C.S. en dos partes en 1997 y en 1998. Los historiadores se reunieron para discutir la causa al aprobarla en 1998 sin tener obstáculos históricos potenciales. Los historiadores fueron llamados debido a la introducción tardía de la causa. Los teólogos expresaron su aprobación el 26 de marzo de 1999, mientras que los C.C.S. lo aprobó el 25 de junio de 1999.
El 28 de junio de 1999 fue proclamada Venerable después de que el papa Juan Pablo II reconoció su vida de heroica virtud.
El milagro necesario para la beatificación fue investigado en la diócesis de origen y fue validado en Roma el 9 de octubre de 1998. El Papa lo aprobó en 2001 y la beatificó en la Plaza de San Pedro el 14 de abril de 2002.
El postulador actual asignado a la causa es Giovangiuseppe Califano.